# العلاقات الطاجيكستانية اللاتفية
العلاقات الطاجيكستانية اللاتفية هي العلاقات الثنائية التي تجمع بين طاجيكستان ولاتفيا.

## مقارنة بين البلدين
هذه مقارنة عامة ومرجعية للدولتين:
| وجه المقارنة                                              | طاجيكستان                          | لاتفيا                                             |
| --------------------------------------------------------- | ---------------------------------- | -------------------------------------------------- |
| المساحة (كم2)                                             | 143.10 ألف                         | 64.59 ألف                                          |
| عدد السكان (نسمة)                                         | 8.92 مليون                         | 1.93 مليون                                         |
| الكثافة السكانية (ن./كم²)                                 | 62.33                              | 29.88                                              |
| العاصمة                                                   | دوشنبه                             | ريغا                                               |
| اللغة الرسمية                                             | اللغة الطاجيكية                    | اللغة اللاتفية                                     |
| العملة                                                    | ساماني طاجيكي، الروبل الطاجيكستاني | يورو، لاتس لاتفي، الروبل اللاتفي ‏، الروبل اللاتفي ‏ |
| الناتج المحلي الإجمالي (بليون دولار)                      | 7.15 مليار                         | 30.26 مليار                                        |
| الناتج المحلي الإجمالي (تعادل القوة الشرائية) بليون دولار | 24.03 مليار                        | 49.24 مليار                                        |
| الناتج المحلي الإجمالي الاسمي للفرد دولار أمريكي          | 925                                | 14.06 ألف                                          |
| الناتج المحلي الإجمالي للفرد دولار أمريكي                 | 2.69 ألف                           | 23.55 ألف                                          |
| مؤشر التنمية البشرية                                      | 0.624                              | 0.819                                              |
| رمز المكالمات الدولي                                      | +992                               | +371                                               |
| رمز الإنترنت                                              | .tj                                | .lv                                                |
| المنطقة الزمنية                                           | ت ع م+05:00                        | ت ع م+02:00، ت ع م+03:00، أوروبا/ريغا ‏             |

## منظمات دولية مشتركة
يشترك البلدان في عضوية مجموعة من المنظمات الدولية، منها:
| علم المنظمة | اسم المنظمة                        | تاريخ انضمام طاجيكستان | تاريخ انضمام لاتفيا |
| ----------- | ---------------------------------- | ---------------------- | ------------------- |
|             | مؤسسة التنمية الدولية              | 4 يونيو 1993           | 11 أغسطس 1992       |
|             | منظمة الأمن والتعاون في أوروبا     | 30 يناير 1992          | 10 سبتمبر 1991      |
|             | مؤسسة التمويل الدولية              | 2 ديسمبر 1994          | 29 سبتمبر 1993      |
|             | منظمة حظر الأسلحة الكيميائية       | ?                      | ?                   |
|             | الأمم المتحدة                      | 2 مارس 1992            | 17 سبتمبر 1991      |
|             | الاتحاد الدولي للاتصالات           | 28 أبريل 1994          | 11 ديسمبر 1921      |
|             | منظمة الشرطة الجنائية الدولية      | ?                      | ?                   |
|             | البنك الدولي للإنشاء والتعمير      | 4 يونيو 1993           | 11 أغسطس 1992       |
|             | الاتحاد البريدي العالمي            | ?                      | ?                   |
|             | وكالة ضمان الاستثمار متعدد الأطراف | 9 ديسمبر 2002          | 21 أغسطس 1998       |
|             | يونسكو                             | 6 أبريل 1993           | 9 يوليو 1951        |
|             | الفريق المعني برصد الأرض           | ?                      | ?                   |

## وصلات خارجية
- موقع وزارة الخارجية اللاتفية